# Storia della Sardegna spagnola
La storia della Sardegna spagnola si fa comunemente iniziare nel 1479. In quell'anno, alla morte di Giovanni II di Aragona, IX re di Sardegna, gli succedeva suo figlio Ferdinando, il cui matrimonio con Isabella di Castiglia sanciva la nascita, per unione personale dei due regni, della corona di Spagna, di cui il Regno di Sardegna entrava automaticamente a far parte. La fine del periodo spagnolo è convenzionalmente posta al momento del passaggio della corona sarda agli Asburgo, con i trattati di Utrecht e Rastatt (1713 e 1714).

## Dai catalani agli spagnoli

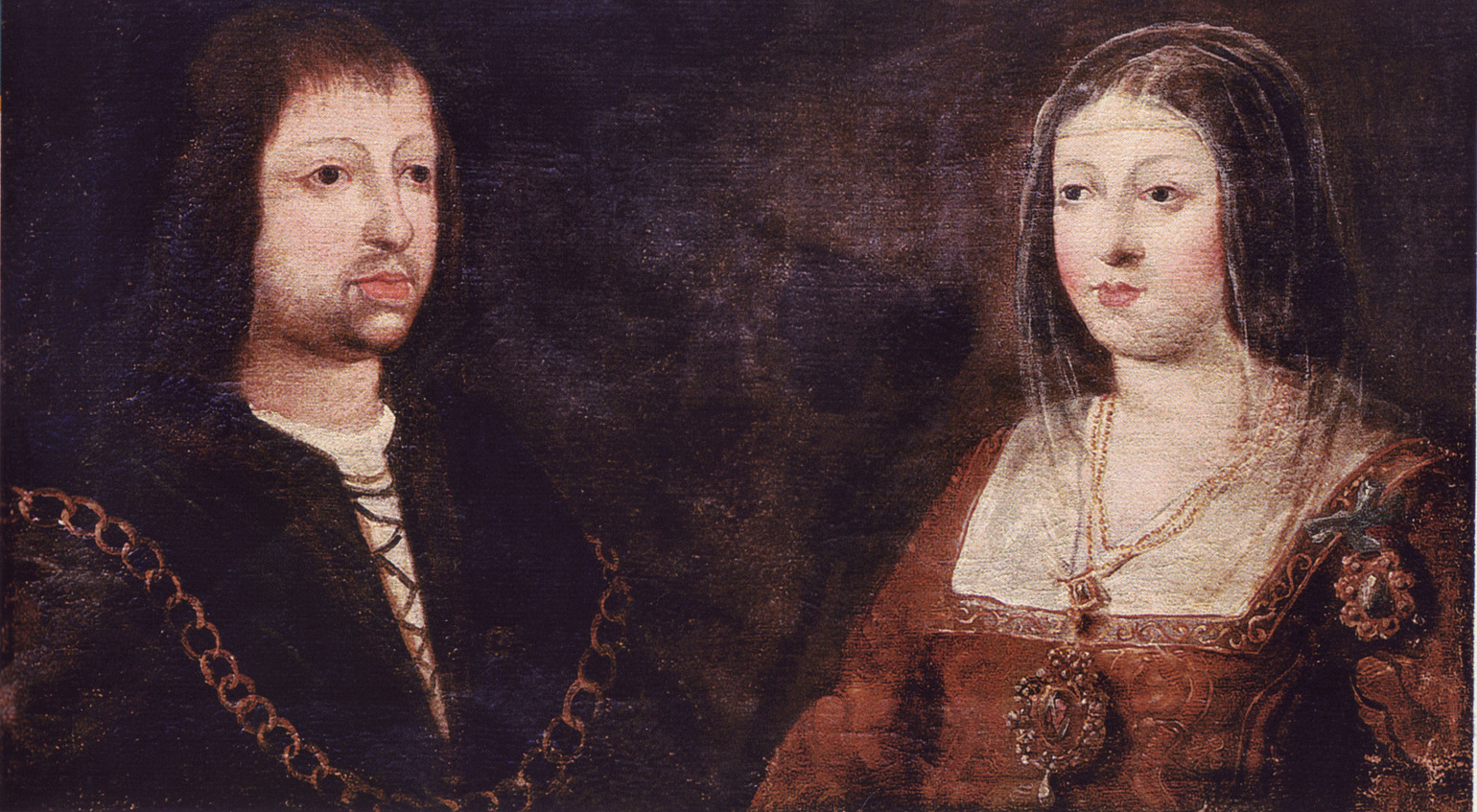
Ferdinando II d'Aragona e Isabella I di Castiglia. Attraverso il loro matrimonio nel 1469 le corone di Aragona e Castiglia si unirono in un unico regno (pur mantenendo ciascuno istituzioni proprie)

I catalani erano stati i protagonisti della conquista dell'Isola (1323-1326) e della realizzazione di fatto del Regno di Sardegna. L'aristocrazia e la grande borghesia mercantile di Barcellona avevano investito uomini e risorse nell'impresa, diventando, a conquista effettuata, la classe dirigente del nuovo regno. Le città di Castel di Calari (Cagliari) e Alghero, rimaste in mano aragonese anche durante gli anni di predominio dell'Arborea (tra il 1355 e il 1410), erano etnicamente catalane, mentre i compagni di ventura dei sovrani aragonesi che avevano combattuto sull'Isola erano diventati i signori dei feudi in cui il territorio era stato suddiviso. A questo si deve l'introduzione delle istituzioni feudali (nella forma del mos italicus) in Sardegna. Quando si estinse la casata dei conti di Barcellona, con la morte di Martino il Giovane nel 1409 e di suo padre Martino il Vecchio l'anno successivo, la corona aragonese andò alla famiglia castigliana dei Trastámara, relegando la componente catalana del regno a ruoli sempre meno importanti.
Tale fenomeno si accentuerà con la nascita della corona di Spagna. I malcontenti della Catalogna saranno dunque una costante della storia iberica da allora sino ai giorni nostri. In Sardegna, invece, la componente principale dell'aristocrazia rimarrà a lungo catalana.
Col passaggio alla corona di Spagna, tuttavia, le istituzioni, i documenti ufficiali e gli stessi interessi politici ed economici sardi subiranno uno spostamento del punto di riferimento del potere verso la Castiglia. Il castigliano diventerà dunque, sia pure lentamente e non ovunque allo stesso modo, la lingua ufficiale e di cultura.

### Situazione economica, demografica e culturale
La lunga guerra tra Aragona e Arborea (1353-1420) e le pestilenze susseguitesi sin dalla metà del XIV secolo (a cominciare dalla tremenda Peste Nera del 1347) avevano devastato il tessuto socio-economico della Sardegna. A questo bisogna aggiungere che le attività commerciali e manifatturiere, fiorite soprattutto nelle città un tempo pisane di Villa di Chiesa (Iglesias) e Castel di Calari (Cagliari), la prosperità agricola di Oristano e dei Campidani e tutto il sistema di rapporti economici con l'esterno (per es. con Genova) furono sottoposti al regime feudale e agli interessi della corona, modificando alcune strutture fondamentali della società sarda, sia dal punto di vista economico che culturale. L'imposizione del feudalesimo fu una delle maggiori cause di resistenza dei sardi alla conquista iberica, tanto che ancora nel 1470 era bastato a Leonardo di Alagon innalzare l'antico vessillo del regno di Arborea per guadagnarsi l'appoggio della popolazione.
Dal punto di vista demografico, nel giro di poco più di un secolo, c'era stata una perdita netta di popolazione difficilmente quantificabile, ma certamente cospicua, la cui misura ci viene data dal numero di villaggi censiti nel 1485: 369, contro i più di 800 ancora esistenti un secolo prima.
Il sistema produttivo, prostrato dal lungo periodo di crisi, stentò a riprendersi ancora per decenni. Le comunità fondarono la propria sopravvivenza sulla conservazione delle consuetudini ereditate dai secoli precedenti: usi comunitari delle terre, rotazione delle colture, pastorizia transumante.

### Ribellione e sconfitta di Leonardo Alagon

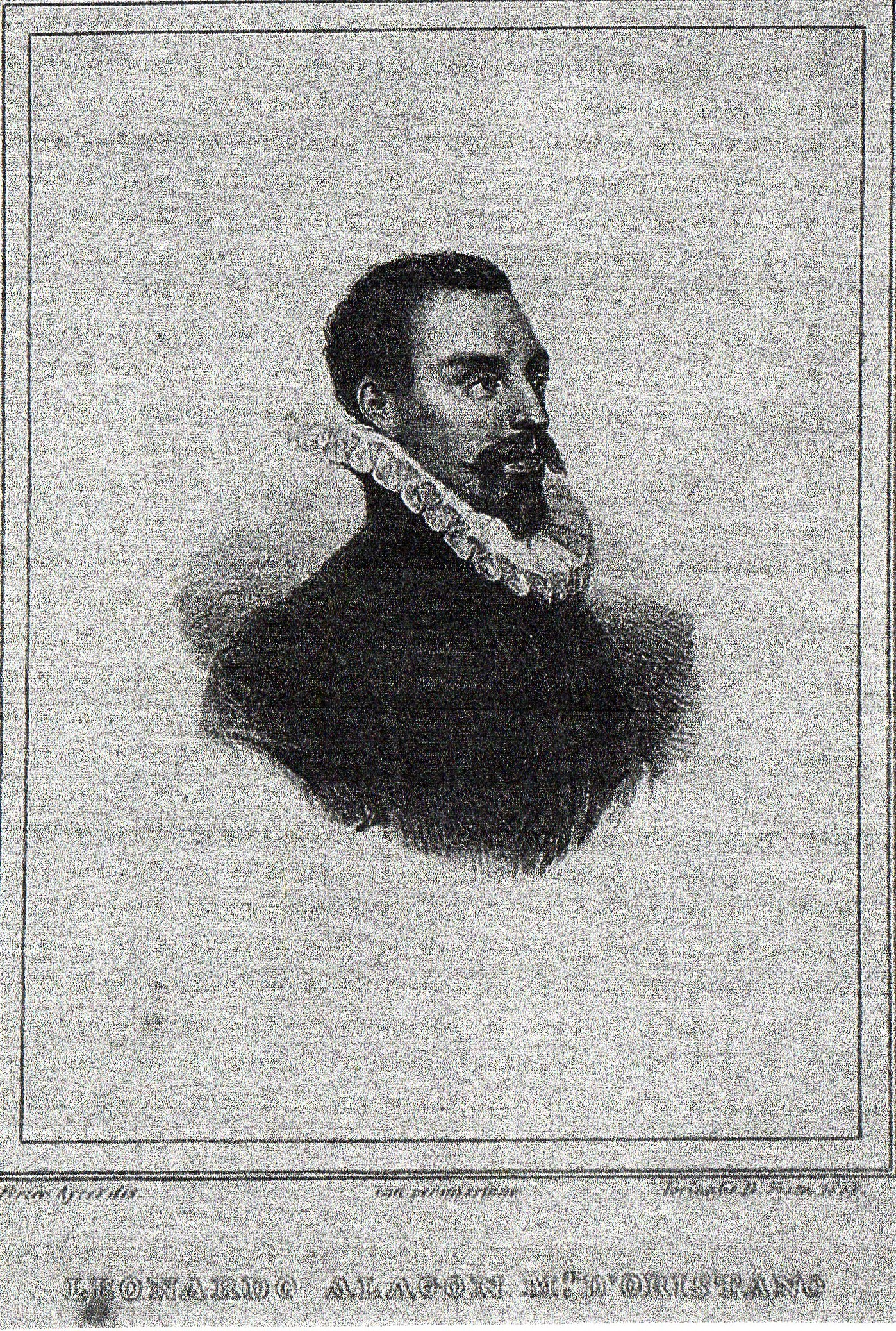
Leonardo Alagon

L'anno prima della nascita del Regno di Spagna, nel 1478, si concludeva dunque in Sardegna una fase di crisi iniziata nel 1470. Per ragioni di successione nel patrimonio dei marchesi di Oristano, eredi dei possedimenti del giudicato d'Arborea, erano venuti alle armi il viceré e marchese di Quirra Nicolò Carroz, aspirante all'eredità, e colui che tale eredità aveva acquisito, Leonardo Alagon, il cui zio materno Salvatore Cubello era stato l'ultimo legittimo marchese di Oristano. Tanto Leonardo quanto Nicolò avevano ascendenti nella famiglia dei De Serra Bas, sovrani di Arborea. Dalla parte di Leonardo si erano schierati molti sardi insofferenti al regime aragonese. A causa di queste tensioni fra opposte fazioni, ad Oristano scoppiò una rivolta capeggiata da Leonardo Alagon. Il 14 aprile 1470, l'esercito del Viceré - che si apprestava ad occupare la città e a sedare i disordini - fu sconfitto dai rivoltosi nella battaglia di Uras.
Nicolò Carroz riferì al Re di Sardegna del pericolo che Leonardo Alagon potesse scatenare una rivolta generale nell'isola. Giovanni II allora, dopo aver concesso a Leonardo l'investitura del marchesato, allarmato, sentenziò nei confronti di tutta la famiglia Alagon - una terribile condanna di morte e la confisca di tutti i beni concessi. A quel punto nel 1475, la rivolta si allargò ulteriormente e Leonardo Alagon, riunì tutte le genti insofferenti al dominio straniero.
Dalla Spagna e dagli altri stati della Corona furono inviati rinforzi, mentre sull'isola una violenta epidemia di peste bubbonica devastava i villaggi e le città. Insorsero contro il regno di Sardegna le regioni della Barbagia, del Goceano, il Marghine, il Mandrolisai, il Campidano e tutta l'isola fu scossa da violenti tumulti.

#### La battaglia di Macomer
La battaglia decisiva fu preceduta da sanguinosi scontri a Mores e ad Ardara. Il 19 maggio 1478, l'esercito del viceré sorprese i sardi ribelli nei pressi di Macomer. Lo scontro fu durissimo. Leonardo de Alagòn fu sconfitto dalle soverchianti forze aragonesi, formate da contingenti di spingarderos e armate con potenti artiglierie giunte dalla Sicilia. Artale, il figlio di Leonardo morì combattendo. Sul campo perirono dagli 8.000 ai 10.000 uomini.
Leonardo de Alagòn fuggì a Bosa da dove si imbarcò per raggiungere Genova. In alto mare fu però tradito, fatto prigioniero e consegnato all'ammiraglio aragonese Giovanni Villamarì che lo condusse a Valencia. Condannato a morte, successivamente la pena gli fu tramutata in carcere a vita. Fu rinchiuso nel castello di Xàtiva, dove morì il 3 novembre 1494.

## Il Cinquecento

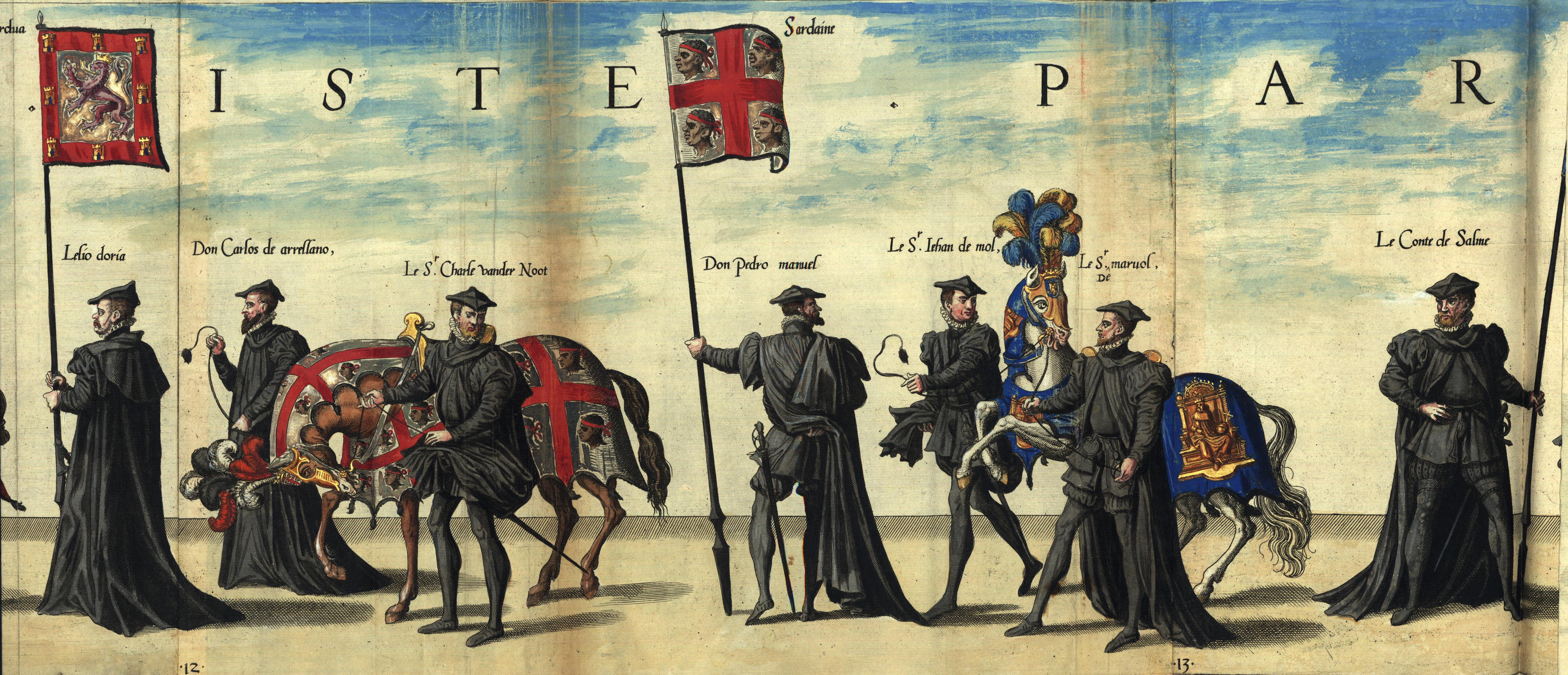
Bandiera del Regno di Sardegna (centro) al corteo funebre di Carlo I

Nonostante le scoperte geografiche e l'apertura delle nuove rotte oceaniche avessero sottratto al Mediterraneo gran parte dei grandi traffici marittimi, la Sardegna rimase comunque uno scalo importante nelle rotte tra la penisola iberica, la penisola italiana e l'oriente. Inoltre, la definitiva pacificazione interna e l'accresciuta potenza esterna del regno spagnolo, diventato egemone di un impero sconfinato con Carlo I (V) d'Asburgo, favorirono un certo progresso economico e culturale anche sull'isola.

### Il pericolo saraceno e francese

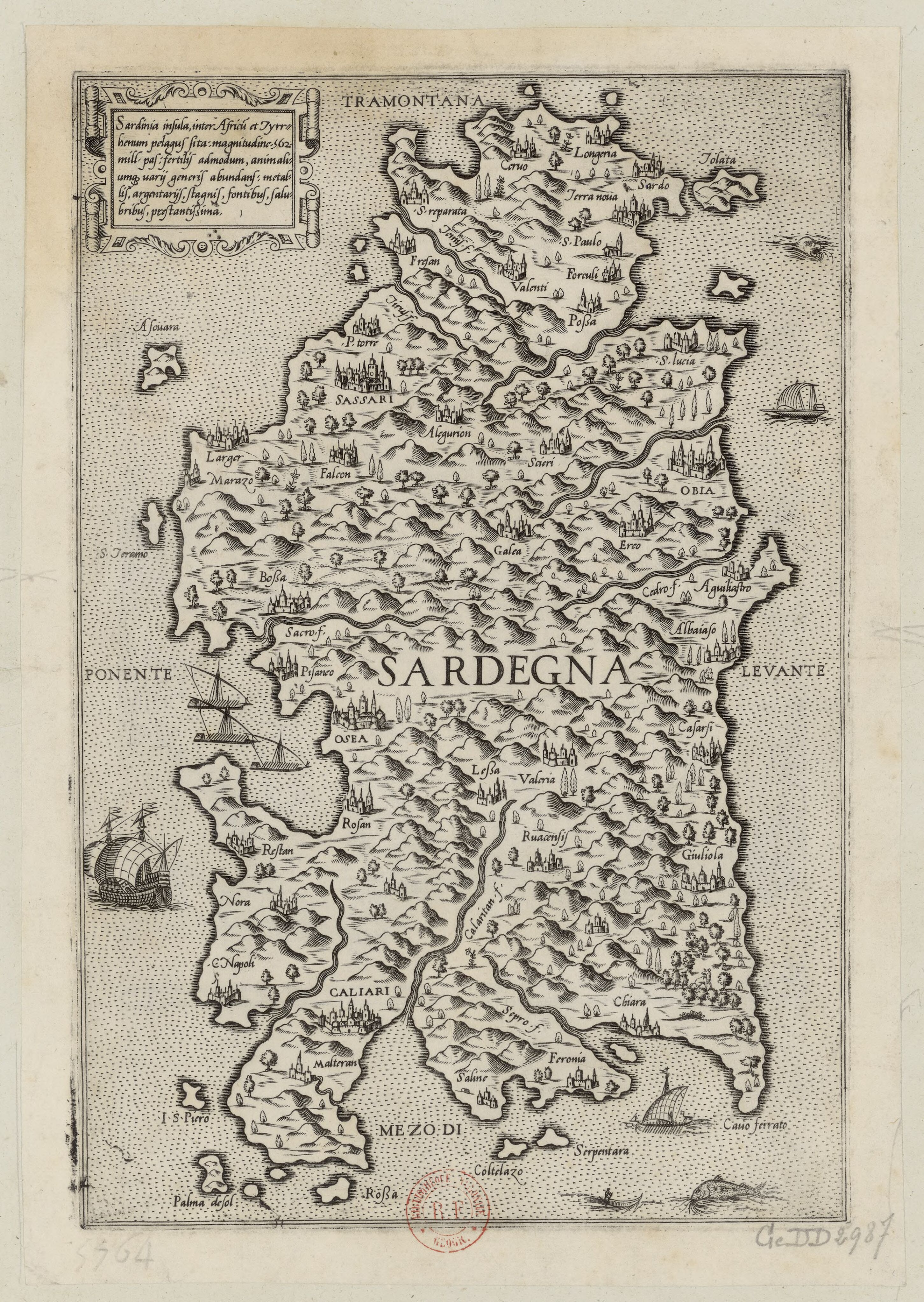
Carta cinquecentesca della Sardegna di Fabio Licinio

Principale fattore di insicurezza divennero sia la continua situazione di belligeranza tra l'impero spagnolo e le potenze europee concorrenti (in special modo la Francia), sia le ricorrenti incursioni saracene. Queste ultime, partivano soprattutto dalle sedi di Tunisi e Algeri. Contro di loro Carlo V dovette allestire due grandiose spedizioni che ebbero come base di partenza la Sardegna (Alghero e Cagliari). Le spedizioni si rivelarono però fallimentari e il pericolo della pirateria musulmana dovette attendere la fine del secolo (dopo la battaglia di Lepanto, 1571) per vedere una diminuzione.
Alleati con i francesi e con i pirati barbareschi tunisini e algerini guidati da Kair ed-Din (chiamato «Barbarossa»), i turchi di Solimano II il Grande razziarono costantemente le coste spagnole, italiane e sarde. Nel 1509 avevano messo a ferro e a fuoco Cabras, nel 1514 Siniscola subiva la stessa sorte e l'anno dopo ancora Cabras. Nel 1527 i francesi assalirono Castellaragonese (l'odierna Castelsardo), Sorso e Sassari.
Carlo I, allora sovrano del regno di Spagna, tentò di porre rimedio al flagello dei pirati barbareschi e, radunata a Cagliari una grande flotta, nel luglio del 1535, si diresse contro la loro principale base, situata a Tunisi, senza però conseguire apprezzabili risultati visto che le scorrerie continuarono ancora.
Nel 1538 i predoni saccheggiarono Porto Torres, nel 1540 fu la volta di Olmedo. Nel tentativo di porre rimedio a questa piaga, nel 1541, fu allora allestita un'altra spedizione, avente come obiettivo di assalire Algeri, ma la flotta fu distrutta da una terribile tempesta prima ancora di raggiungere la costa magrebina.

### Frontiera tra Islam e Cristianità
Dopo la vittoriosa battaglia di Lepanto nel 1571 contro Alì Pascià, a cui prese brillantemente parte il Tercio de Cerdeña - sotto il comando del fratello del Re di Sardegna, Don Giovanni d'Austria - e dopo la temporanea presa di Tunisi nel 1573, dal 1577 l'importante base barbaresca venne riconquistata dai musulmani e da allora la pressione turca nel Mar Mediterraneo aumentò ulteriormente. Gli spagnoli persero l'avamposto africano più orientale e furono obbligati ad arretrare la frontiera difensiva.
Il Regno di Sardegna, che fino ad allora aveva avuto un ruolo secondario nello scacchiere difensivo mediterraneo, da allora in poi divenne un avamposto contro l'espansione ottomana: nell'isola passava quel confine invisibile che costituiva la frontiera tra paesi cristiani e musulmani. Si pose allora, urgentemente, il problema del potenziamento delle difese costiere e delle tre più importanti piazzeforti marittime: la capitale del Regno, la città di Alghero e la rocca di Castellaragonese, che costituivano l'ossatura nevralgica del sistema difensivo.

### Le torri costiere

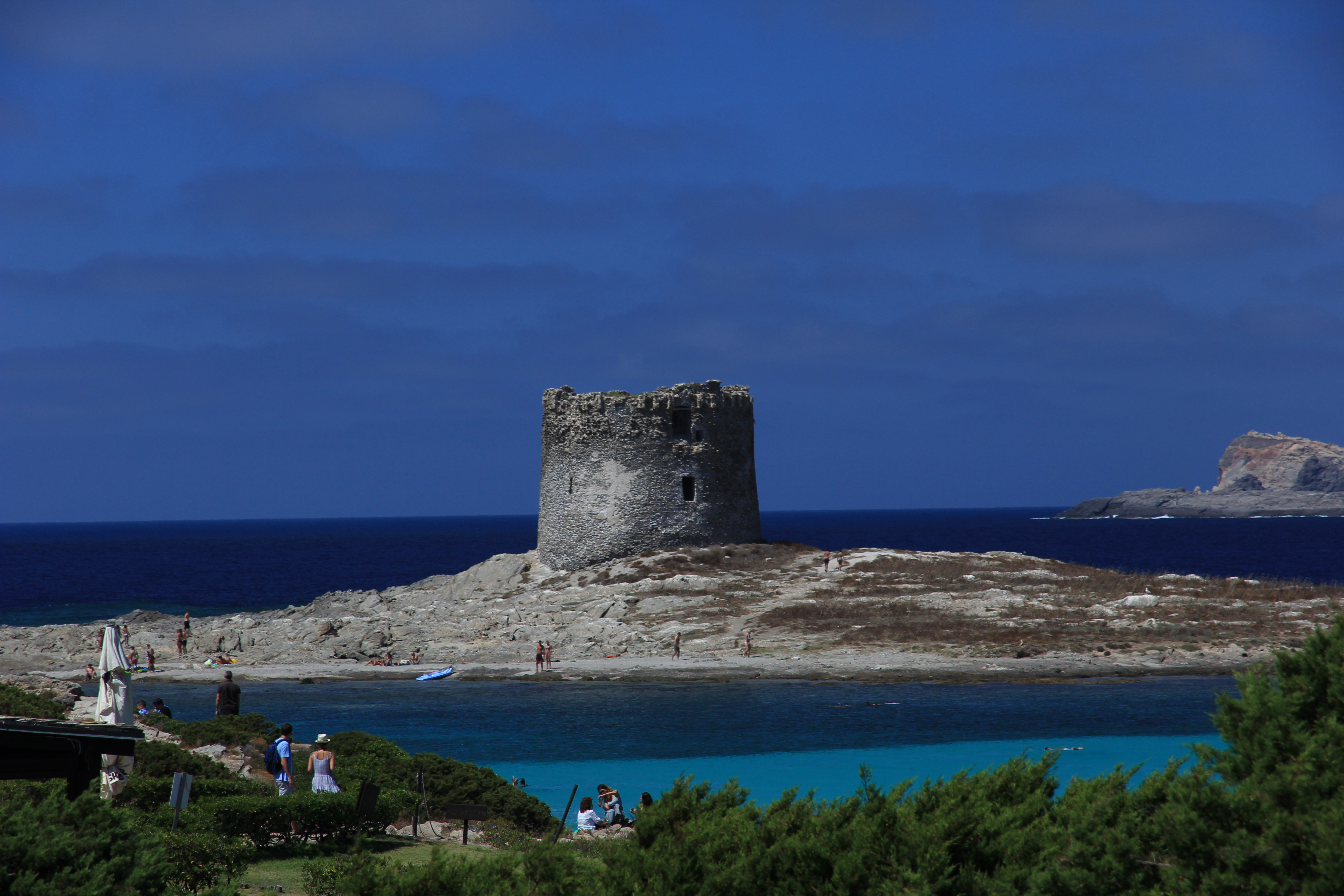
La torre della Pelosa a Stintino

Le incursioni barbaresche intanto diventavano ancora più incessanti e non davano tregua. Per proteggere le popolazioni, come negli altri Stati della Corona, anche il regno di Sardegna si dotò di una rete difensiva costiera.
A partire dal 1572, sotto la direzione di Marco Antonio Camos, si iniziò la costruzione di torri di avvistamento, poste in vista una dell'altra in modo da allertare la popolazione. Alla fine del Cinquecento quelle costruite sul mare erano ben 82. Dei grandi padelloni in ferro battuto, collocati in cima alle torri, servivano da contenitori per bruciare l'erica bagnata ed il bitume: si formava così un fumo denso e scuro, ben visibile da lontano.
Ma nonostante gli sforzi sostenuti per rafforzare la sicurezza dell'isola, la difesa continuava ad essere abbastanza precaria anche perché le torri avevano il compito di segnalare l'imminente pericolo e dare l'allarme, ma gran parte di esse erano prive di adeguate guarnigioni e di armamento pesante. Si possono ancora ammirare lungo la costiera sarda un centinaio di queste torri: nella parte settentrionale da Stintino fino a Santa Teresa di Gallura, da Posada alla famosa torre di Bari Sardo a Villasimius lungo la parte orientale, nonché da Carloforte ad Alghero e Porto Torres, sulla costa occidentale. Restarono attive fino al 1815, quando dopo il Congresso di Vienna venne imposto agli stati barbareschi la fine della tratta degli schiavi. Furono smilitarizzate nel 1867 dal nascente Regno d'Italia.

### Ripresa culturale e Inquisizione
Col tempo, si creò in Sardegna una classe aristocratica locale, sia pure in gran parte di origine catalana, nonché un ceto di intellettuali e funzionari sardi, impegnati nell'amministrazione del regno o in quella feudale. Le città (Cagliari, la capitale, e ancora: Iglesias, Oristano, Bosa, Alghero, Sassari e Castellaragonese), sottratte al regime feudale, godevano di larghi privilegi (doganali, commerciali, giurisdizionali), dipendevano direttamente dall'amministrazione reale (per questo si chiamavano “città regie”) e mandavano loro propri rappresentanti alle Cortes (il parlamento).
Nel 1543 si formalizza la parificazione davanti alla legge dei sardi con i sudditi di origine iberica del Regno di Sardegna. Evento che sanciva l'abbandono da parte dei sardi di qualsiasi velleità di rivincita e la diffusa rassegnazione al dominio iberico.
Alcuni intellettuali sardi tenteranno, nel corso del secolo, di emancipare la cultura dell'Isola dalla condizione di inferiorità in cui era stata relegata. Figure emblematiche di tale rinnovamento furono Nicolò Canelles o Canyelles prima vicario vescovile di Cagliari e poi Vescovo di Bosa, che nel 1566 fondò a Cagliari la prima tipografia della Sardegna, Giovanni Francesco Fara, Salvatore Alepus. 

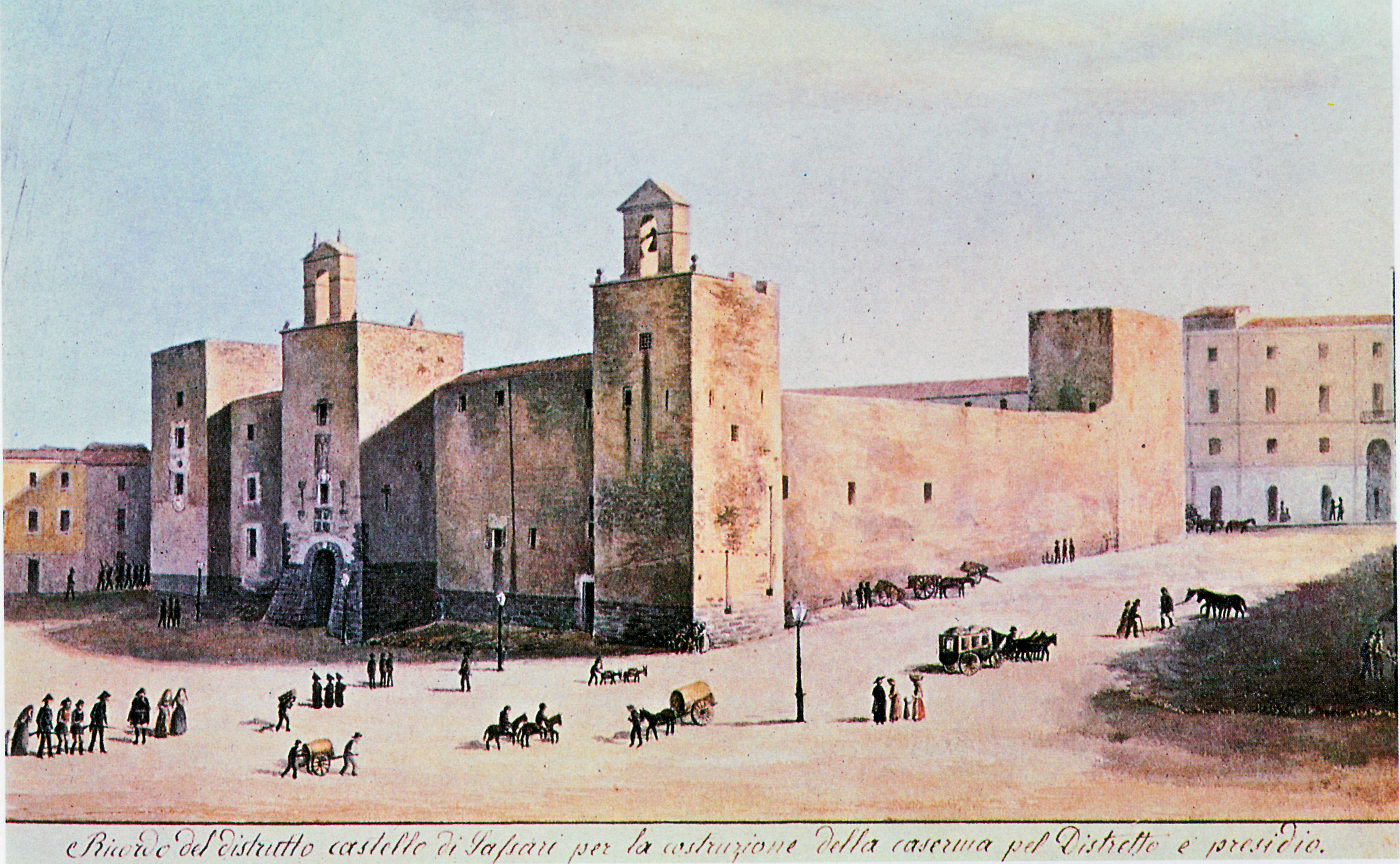
Castello aragonese di Sassari, sede dell'inquisizione

Il risveglio culturale venne però in parte soffocato dall'azione dell'Inquisizione spagnola, alla cui giurisdizione la Sardegna era sottoposta, a imporre un controllo delle vita culturale sarda, sia tra la classe dominante, sia a livello popolare. Episodio simbolo di questa fase storica fu la vicenda di Sigismondo Arquer, giudice della Reale Udienza di Sardegna (il supremo organo giurisdizionale del regno), intellettuale e discendente di una famiglia nobile. Accusato, non senza fondamento, di simpatie per il luteranesimo, fu processato e messo a morte sul rogo come eretico a Toledo nel 1571.

### Istituzioni e assetti sociali
Con l'istituzione nel 1564 della Reale Udienza come supremo organo giurisdizionale del regno, si completò l'assetto istituzionale del regno. L'organizzazione politica era la stessa del periodo aragonese.
- Al vertice c'era il viceré con i funzionari governativi a lui sottoposti. Il Capo di Sopra, il cui capoluogo era Sassari, era sottoposto ad un governatore, seconda carica, per importanza, dopo il viceré. Al potere viceregio erano naturalmente associate importanti facoltà in ogni ambito, da quello normativo a quello militare, essendo una diretta proiezione della potestà regale.
- La rappresentanza di nobili, ecclesiastici e città era garantita dall'istituzione parlamentare delle Cortes, i cui bracci o stamenti si riunivano all'incirca ogni dieci anni per discutere le questioni politiche, economiche e soprattutto fiscali del regno. In tali occasioni veniva stabilito, tramite una sorta di pattuizione, l'ammontare della tassa generale dovuta alla corona, il cosiddetto donativo.
- Al vertice dell'apparato giurisdizionale, al cui primo grado stava la giurisdizione baronale, c'era la Reale Udienza. Tuttavia, la giurisdizione era complicata dai privilegi aristocratici, da quelli ecclesiastici, dalla vigenza come legge generale comune della Carta de Logu del regno di Arborea e dalla presenza del tribunale dell'Inquisizione (la cui sede sarda era a Sassari). La difficoltà di districarsi tra consuetudini antichissime e normative diverse e spesso contrastanti lasciava ampio spazio all'arbitrio della classe nobile. Esso poté essere temperato, col tempo, grazie agli accordi che le comunità riuscirono a strappare ai rappresentanti in loco dei signori[4].

Dal punto di vista economico, sociale ed anche politico acquistarono grande rilevanza le associazioni degli artigiani e di certi gruppi di lavoratori, le corporazioni dette gremi, le quali regolavano con propri statuti l'attività dei propri associati e gestivano eventi molto rilevanti dal punto di vista sociale e culturale come le grandi feste cittadine e comunitarie.
Nelle campagne prevalevano ancora strutture e ordinamenti ereditati dal passato e adeguati alle nuove condizioni scaturite dall'imposizione del regime feudale. Gli usi comunitari, le consuetudini, il patrimonio di credenze e conoscenze magiche e simboliche. Contro quest'ultimo si scaglierà a più riprese l'opera di repressione dell'Inquisizione.

## Il Seicento
Nel XVII secolo la Sardegna fu ancora coinvolta nelle vicende dell'Impero spagnolo, subendone il declino.
I conflitti con le altre potenze europee e le incursioni saracene e turche, come nel secolo precedente, esposero l'Isola ad una mobilitazione militare quasi continua, richiedendo l'impiego cospicuo di risorse e uomini.
A ciò si aggiunse una serie di nuove ondate di peste, che colpirono duramente la popolazione. Tristemente famosa la recrudescenza del 1652, che colpì duramente l'isola, specialmente le città principali. L'epidemia colpì Alghero, il secondo scalo principale dell'isola, e rapidamente giunse a Sassari, decimando la popolazione. Si espanse poi verso sud, colpendo il nord del Campidano, tanto che Cagliari fu fortificata con muri di argilla e pattugliata da mille cavalieri per impedire i contatti con l'esterno, che avrebbero portato l'epidemia dentro le mura. Dopo una leggera flessione il morbo divampò nuovamente, colpendo anche Cagliari nel 1656 (la città accolse emissari da tutta l'isola per calcolare il donativo per il re, esponendosi al contagio). I voti fatti o rinnovati allora per invocare l'aiuto dei santi protettori nelle città e nei villaggi sono alla base di molti riti religiosi che si celebrano ancora oggi in tutta l'Isola, come la Faradda di li candareri a Sassari e la processione di Sant'Efisio a Cagliari. Dall'isola l'epidemia colpì Napoli e Genova, divenendo nota come la peste del 1656. Ma la situazione economica e demografica risentì del ciclo negativo. Le zone spopolate ai quattro angoli dell'Isola (da nord-ovest in senso orario: Nurra, Gallura, Sarrabus, Sulcis-Iglesiente) furono in qualche modo ripopolate, tramite l'incentivazione di forme di colonizzazione, a volte regolata dall'alto, a volte spontanea. Tale processo di ripopolamento proseguirà ancora a lungo fino all'epoca sabauda, con esiti diversi, ma nell'insieme non decisivi.
Il Seicento (el siglo de oro, il secolo d'oro, per la cultura e l'arte spagnola) è però la fase di declino definitivo della potenza iberica. Il continuo stato di guerra, le carenze strutturali interne e la pesante rivolta catalana del 1640 indebolirono le fondamenta di un impero sterminato, difficile da tenere insieme, per di più con mezzi e decisioni di politica economica spesso inadeguati e controproducenti. La Sardegna, inserita a pieno titolo in tale contesto, ne subirà in buona misura la sorte. Le più importanti famiglie dell'aristocrazia sarda saranno protagoniste delle vicende del secolo, traendone vantaggi e titoli e accendendo aspre rivalità al proprio interno. Rivalità che finiranno per avere esiti politici molto gravi nel corso del secolo.

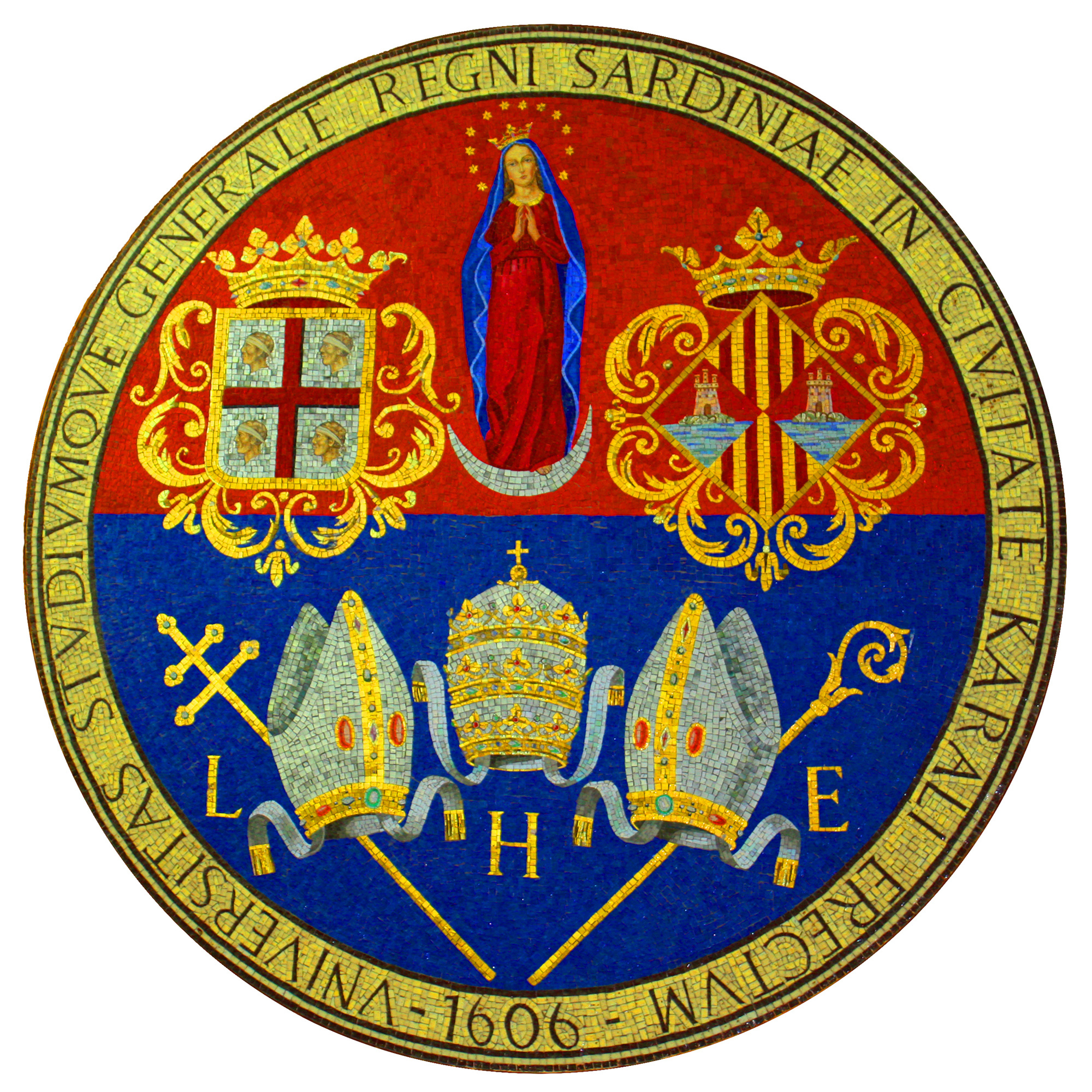
Stemma dell'Università di Cagliari

### Le università
Tuttavia, è innegabile il tentativo da parte delle autorità iberiche di adeguare la situazione isolana al mutare dei tempi. Alla necessità di formare funzionari e impiegati nell'amministrazione regia fu risposto per un certo periodo con l'emigrazione accademica verso la Spagna e l'Italia (Salamanca, Bologna e Pisa erano le mete più ricercate). Infine, negli anni venti del secolo, vennero ridefinite giuridicamente le due università di Sassari e Cagliari. Da qualche decennio operavano sull'Isola i collegi dei gesuiti, che già fungevano da centri di studio e di formazione per l'intellettualità sarda. La loro riforma e ristrutturazione diede vita ai due atenei. Il loro livello si mantenne buono per molti decenni, fino alla fine del secolo, quando la crisi generale delle istituzioni iberiche travolse anche quelle sarde.

### La nuova evangelizzazione
Agli inizi del secolo, scoppiò tra Cagliari e Sassari una violenta polemica a causa del rinvenimento presso la basilica di San Gavino da parte dell'arcivescovo di Sassari, delle spoglie dei santi Gavino, Proto e Gianuario. A Cagliari l'arcivescovo d'Esquivel rispose con la scoperta (probabilmente architettata) di numerosissime presunte reliquie. La rivalità, sempre forte e latente per ragioni politiche, culturali ed economiche tra i due maggiori centri sardi, trovò materia per alimentarsi in questa contesa di carattere religioso, coinvolgendo anche la questione della Primazia spirituale sull'isola. 
Sempre nel corso del Seicento, ad opera dei gesuiti (giunti per la prima volta a Sassari già dal 1559), riprendeva l'opera di evangelizzazione dei sardi, caratterizzati da una religiosità molto fervida, ma ancora legata a culti antichissimi di matrice prettamente pre-cristiana o bizantina. Tale opera si affiancò al controllo messo in atto dall'Inquisizione, generalmente blando. I padri gesuiti, spesso sardi, riuscirono a inserirsi a pieno titolo nella vita delle comunità, divenendone spesso interpreti e custodi, correggendo gli abusi nei riti e nella liturgia e offrendo sussidi spirituali nella lingua della popolazione. Soprattutto in quest'ultimo ambito, quello della conservazione ed evoluzione della lingua sarda, l'opera dei gesuiti nel corso del seicento e del primo Settecento fu senz'altro rilevante.

### Trame politiche
Sebbene la Sardegna non si sollevasse in rivolta generalizzata come aveva fatto la Catalogna nel 1640, la situazione nell'Isola non era del tutto pacifica. Al diffuso malcontento della popolazione, specie nei momenti di maggiore crisi, si aggiungeva la sempre più marcata rivendicazione aristocratica di cariche e posti di potere, di solito appannaggio di funzionari mandati dalla Spagna. Nella seconda metà del secolo l'aristocrazia sarda si divise chiaramente in due fazioni, una decisamente filo-spagnola, l'altra più critica e desiderosa di conquistare uno spazio di potere autonomo. Dal conflitto tra i due partiti, che si caratterizzò per congiure e agguati anche mortali, scaturì una serie di eventi che minacciarono di travolgere l'assetto politico e istituzionale del regno.
Nel 1668, nel corso della riunione del parlamento che doveva decidere sull'ammontare del donativo, gli stamenti, e in particolare quello militare (in cui sedevano i rappresentanti della nobiltà) rifiutarono di accollarsi il tributo, pretendendo che le cariche fossero affidate a nativi dell'Isola. Poco dopo venne ucciso in un agguato il capo della fazione anti-governativa, Agostino Castelvì, marchese di Laconi. Come rappresaglia, un mese dopo, moriva in un agguato per le vie del Castello di Cagliari lo stesso viceré, marchese di Camarasa. Dall'episodio, che suscitò enorme scandalo a Madrid e venne interpretato come il probabile inizio di una rivolta generalizzata, nacque una feroce repressione. Furono inviate truppe, istruiti processi, spesso sommari, attirati in trappola e uccisi, chi in combattimento, chi dal boia, i presunti capi della congiura. Tuttavia, la reale portata degli avvenimenti rimase limitata alle fazioni interne dell'aristocrazia sarda. Non ci fu alcuna conseguenza presso le popolazioni, che non furono affatto coinvolte.

### Tentativo d'invasione francese del 1637
Iniziata in Boemia nel 1618 tra cattolici e protestanti, la guerra dei Trent'anni fu trasformata dal cardinale Richelieu in lotta politica contro la dinastia degli Asburgo di Spagna e d'Austria. Durante questo conflitto, una flotta di quarantasette vascelli, al comando di Enrico di Lorena, conte di Harcourt, il 21 febbraio 1637, sbarcò nei pressi di Oristano e saccheggiò la città per circa una settimana.
Non volendo poi affrontare le milizie del Regno di Sardegna che arrivavano in soccorso della città assalita, i francesi si ritirarono precipitosamente, abbandonando anche gli stendardi che oggi sono custoditi nella cattedrale di Oristano. Dopo questo tentativo di invasione, si rese necessario ed urgente munire il regno di una flotta navale di difesa, ma le galee varate negli anni successivi furono solamente tre.

### La crisi finale
Sul finire del XVII secolo era ormai chiara la crisi generale dell'impero spagnolo. La stessa dinastia degli Asburgo di Spagna era prossima ad estinguersi. Queste circostanze mobilitarono le diplomazie europee e gli appetiti delle potenze maggiori. In particolare la Francia di Luigi XIV, potenza egemone di quel periodo, desiderava mettere sul trono spagnolo un Borbone, così da assicurare un asse privilegiato, diplomatico-militare, ma anche economico, tra la Francia e l'immenso impero iberico. La lunga crisi politica della Spagna si rifletteva sulla vita dei sudditi sardi, le cui condizioni alla fine del secolo erano decisamente peggiorate. Le istituzioni, anche quelle culturali come le università, erano in decadenza; l'economia languiva e rimaneva esposta alle fluttuazioni produttive tipiche dell'Antico Regime; le popolazioni erano sempre più esposte alla prepotenza baronale.
Quando morì l'ultimo rappresentante degli Asburgo spagnoli, si aprì la grande crisi diplomatica che di lì a poco sfociò nella guerra di successione spagnola, uno dei più grandi conflitti della storia, prima delle guerre mondiali del XX secolo. In Sardegna, in proposito, circolavano i versi popolari in gallurese secondo cui:
Il che stava a significare l'assoluta indifferenza del popolo verso l'esito del conflitto, che non avrebbe certo modificato gli assetti di dominio del tempo. Nobiltà e clero dal canto loro si divisero nei partiti filo-spagnolo e filo-austriaco.

## La Guerra di Successione spagnola e i passaggi della corona

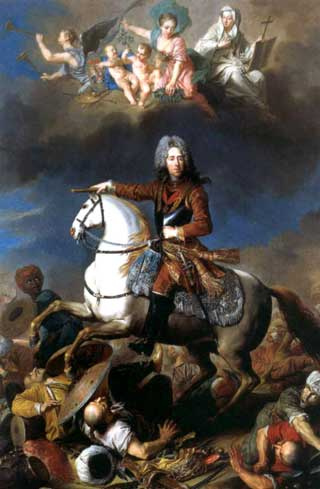
Eugenio di Savoia

Agli inizi del XVIII secolo, quasi tutte le case regnanti in Europa erano unite tra di loro da legami di parentela. Quando un sovrano moriva senza lasciare eredi, si aprivano dure lotte per la successione al trono, lotte che spesso sfociavano in vere e proprie guerre: una di queste fu la guerra di successione spagnola che vide Spagna e Francia affrontare Austria, Prussia, Inghilterra, Portogallo, Paesi Bassi e gli Stati Sabaudi. La guerra scoppiò nel 1700 quando, a 39 anni, Carlo II di Spagna morì senza figli che potessero succedergli. Prima di morire, nelle sue ultime volontà, indicò come erede il duca d'Angiò, suo nipote. Ciò provocò le preoccupazioni delle altre potenze europee che temevano l'unione delle corone di Spagna e Francia e proposero come erede l'arciduca d'Austria, Carlo d'Asburgo.
Il conflitto investì anche il Regno di Sardegna e nel 1708, una flotta anglo-olandese, composta da quaranta vascelli, si presentò nel golfo di Cagliari. La capitale del Regno, dopo un furioso bombardamento navale, si arrese il 13 agosto, aprendo le porte alla conquista dell'isola. Gli Alleati, dopo una serie di rovesci iniziali, vinsero battaglie decisive in Germania ed in Italia. Nel 1706 Torino, (per la difesa della quale Pietro Micca perse la vita in un eroico gesto), fu salvata dall'assedio francese da Eugenio di Savoia. L'Inghilterra dominava in lungo e in largo nel Mediterraneo arrivando ad occupare Gibilterra e riuscendo a sbarcare a Barcellona.
In seguito agli aggiustamenti territoriali seguiti alla pace firmata a Utrecht nel 1713, il duca di Savoia, Vittorio Amedeo II, ottenne il Regno di Sicilia con il relativo titolo regio. Il Regno di Sardegna, conteso tra Francia e Spagna, alla fine del conflitto, a causa del rovesciamento delle alleanze iniziali, col Trattato di Rastatt del 1714 viene assegnato agli Asburgo d'Austria, legati da parentela con gli Asburgo spagnoli. L'occupazione dell'Isola da parte delle forze armate e dei funzionari austriaci fu breve, ma rapace. L'imposizione fiscale e il controllo militare diventarono ferrei e capillari.
Successivamente, la Spagna riprese le ostilità nel tentativo di riappropriarsi della Sicilia e della Sardegna. Comandata dall'ammiraglio Stefano Mari, una flotta di centodieci navi, inviata dal potente cardinale Alberoni, cannoneggiò Cagliari, mentre 8000 soldati sbarcarono sulla spiaggia del Poetto. Il 29 agosto 1717 la città si arrese. Un anno dopo gli spagnoli riuscirono a prendere anche la Sicilia, ma la guerra si risolse in un disastro e furono sconfitti dall'Alleanza composta da Inghilterra, Savoia, Austria e Paesi Bassi.

### Il Regno di Sardegna ai Savoia
Seguì un nuovo trattato (trattato di Londra del 1700), nel quale fu convenuto - tra l'altro - che il re Vittorio Amedeo II cedesse la Sicilia all'Austria in cambio della Sardegna. In ottemperanza al trattato di Londra, fu sottoscritto all'Aja l'8 agosto 1720 l'accordo che sanciva il passaggio del Regno di Sardegna ai Savoia.
D'ora in avanti tutti gli stati appartenenti a Casa Savoia formeranno il «Regno di Sardegna, Cipro e Gerusalemme»: l'amministrazione statale utilizzerà l'aggettivo «sardo», dove richiesto, per tutti gli atti del Regno e il popolo sarà "suddito di Sua Maestà il Re di Sardegna, Cipro e Gerusalemme".

## Considerazioni finali
Sebbene la Spagna uscisse allora per sempre dalla storia della Sardegna, il lungo contatto dei sardi con la cultura prima catalano-aragonese e poi spagnola lasciò tracce durature. Per molti decenni e almeno sino all'età della Restaurazione fu difficile per i governanti sabaudi estirpare usi e forme culturali profondamente radicati, specie tra la classe aristocratica, ma anche nella popolazione rurale. Nelle lingue sarde poi le impronte lessicali iberiche sono ancora evidenti, così come nei costumi, nelle grandi feste religiose e in molte forme di socializzazione. In questo senso, benché il periodo spagnolo sia diffusamente considerato quello più buio della storia dell'isola, bisogna ammettere che una parte cospicua del patrimonio culturale sardo ancora oggi rivela vincoli profondi di affinità e condivisione con quello della penisola iberica.